# Videotex

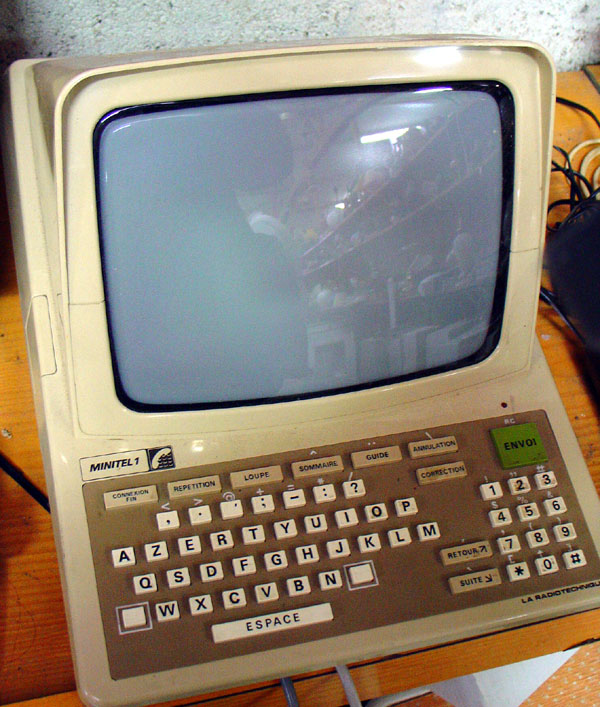
Terminal voor Minitel, het Franse videotex-systeem

Videotex was een interactief communicatiesysteem uit het einde van de 20e eeuw.
In 1971 werd bij de BBC volop geëxperimenteerd met het aanbieden van tekstuele informatie aan consumenten via de televisie onder de naam 'Ceefax'. In datzelfde jaar werd door de Britse post 'View data' gedemonstreerd, 's werelds eerste videotexsysteem ('videotekst' bestond reeds als merknaam en daarom werd voor een afgekorte variant gekozen). Het lay-outprincipe was gebaseerd op het Ceefax-protocol, met zeven kleuren, 40 karakters per regel en 24 regels per pagina. Videotex werd niet via een televisiesignaal verspreid, maar via een telefoonlijn met modem en werd hierdoor interactief. Pagina's werden geconsulteerd door menucijfers in te tikken of door rechtstreeks naar een paginanummer te springen (met het beroemde 'sterretje-paginanummer-hekje').
In het Verenigd Koninkrijk ging in september 1979 de videotexdienst 'Prestel' van start. Al een jaartje eerder kon Nederland op de Firato kennismaken met de Nederlandse variant 'Viditel' maar het duurde tot 1980 eer de PTT de dienst officieel lanceerde, bijna tegelijk met de teletekstdienst van de NOS. Enkele jaren later volgde de Belgische RTT met 'RTT Videotex', dat tot aan zijn dood enkel een bedrijfspubliek bereikte. Bij Viditel was de meeste content (de pagina's) opgeslagen op de centrale hosts van KPN (of toen nog het staatsbedrijf PTT) en moesten informatie aanbieders de pagina's dus uploaden naar de Viditel host via een modem.
Naast het officiële Viditel gingen in het begin van de jaren 80 ook diverse hobbyisten aan de slag met videotex, waardoor er een groot aanbod van diensten ontstond. Voor MSX-computers en pc's kwam serversoftware beschikbaar, zodat iedereen met een telefoonlijn zelf dienstaanbieder kon worden. Grootste concurrent van Viditel en VTN (zie hieronder) werd het in 1986 opgerichte ComNet, een initiatief van Curt Roth Sr. Met 80.000 leden en een eigen blad was het in Papendrecht gevestigde ComNet een goede locomotief voor hun eigen MT-Tel-videotexsoftware, dat op het einde zelfs voor mainframes werd geschikt gemaakt. Met een huurlijn werd een 'gateway'-verbinding gerealiseerd naar België. Boven op de telefoonkosten moesten gebruikers voor bepaalde diensten nog extra betalen, vaak per minuut. Het bedrijf wist onder de directie van Jonne van der Drift niet alleen belangrijke informatieleveranciers als ANWB, Kluwer en Postbank, maar ook een aantal investeerders aan te trekken, waaronder de Amro Bank en Wegener. Via de commissaris van Wegener kwam de directie in contact met PTT Telecom, tevens groot-aandeelhouder van concurrent VTN. Dit resulteerde in een overname van de aandelen door PTT en het bevriende bedrijf Getronics. De directie trok zich terug, de oorspronkelijke aandeelhouders achterlatend met een flinke winst op de investering. Maar het pioniersbedrijf bleek niet te passen in de strategie en cultuur van de eigen activiteiten en uiteindelijk liet de PTT-directie het bedrijf failleren.
Een niet-commercieel netwerk was dat van de ProNet-databanken, die draaiden op de ProTel-software van QDR (later overgenomen door Avance, bestaat nog steeds). Het hostingsysteem was door hobbyisten ontwikkeld als antwoord op de dure MT-Tel software en kostte bij introductie 25 gulden. Verschillende populaire privé-databanken bundelden hun krachten tot één netwerk en zo werd het o.a. mogelijk om tegen lokaal tarief videotexberichten te versturen door Nederland, ongeveer zoals dat via BBS'en al kon.
Teletekst en videotext hebben elkaar in de afgelopen jaren diverse keren ontmoet onder het mom van 'interactieve teletekst'. De meest bekende initiatieven waren 'Rits', 'Totaalnet', 'Thuisinfo' en in België ook 'RiTT'. Door een bepaalde teletekstpagina op te roepen en vervolgens een telefoonnummer te bellen, konden thuis voor de buis videotexpagina's worden opgeroepen.
In een poging om meer consumenten te bereiken werd in 1989 Viditel opgevolgd tot Videotex Nederland en schakelde men over op een ander businessmodel. Tegen de bedoeling in bleef er een beperkte groep hangen op Viditel en bleven beide systemen naast elkaar bestaan. Wel kon je toegang krijgen tot Viditel via de nieuwe infrastructuur van Videotex Nederland. Viditel werd daardoor een van de diensten op het netwerk van VTN.
De belangrijkste verschillen tussen beide diensten waren:
- voor Viditel had je een (duur) abonnement nodig en waren de kosten afhankelijk van hoeveelheid en typen informatie (pagina's) die opgevraagd werd, eventueel nog aangevuld met een tijd component. Bij Videotex Nederland betaalde je via je gewone telefoonrekening door diensten aan te bieden via verschillende hoog tarief nummers. (Destijds 06-7xxx nummers; tegenwoordig zouden 09xx- nummers worden gebruikt) De kosten waren derhalve afhankelijk van het minuut-tarief van het inbelnummer en de tijd dat je online was.
- de content aanbieders van Videotex Nederland (hierna VTN) waren zelf verantwoordelijk voor het hosten van hun dienst. De verbinding tussen de centrale inbelmodems en de decentrale hosts van de exploitanten / content-providers liep via het pakketgeschakelde netwerk Datanet 1 (via het X.25-protocol dus)
- de exploitanten van de verschillende diensten kregen, afhankelijk van het gebruikte tariefnummer een percentage van de opbrengst uitgekeerd. Elke maand ontvingen zij een vergoeding voor elke minuut dat een gebruiker verbonden was geweest met hun dienst onder aftrek van de vaste abonnementskosten van de dienstaanbieder (VTN bijvoorbeeld dus) en de kosten van hun Datanet 1 aansluiting van KPN (c.q. Unisource Business Networks).
- Bij Viditel kon je direct omschakelen van een bepaalde categorie content naar een geheel andere door het invoeren van het juiste pagina nummer. Bij VTN zette je echt een sessie op met een bepaalde host / content-aanbieder, en als je naar een andere aanbieder wilde gaan moest je de actieve sessie verbreken en een nieuwe sessie opzetten met de nieuwe aanbieder. En als het tarief van de nieuwe dienstaanbieder anders was dan betekende dat ook het verbreken van de modemverbinding om vervolgens opnieuw in te bellen naar het juiste tariefnummer.
- Viditel was echt gericht op de zakelijke gebruiker en serieuze informatie. Via de diensten van VTN kon je ook toegang krijgen tot een groot aantal diensten die gericht waren op particuliere gebruikers. Er waren diverse aanbieders in de categorie ontspanning en vrije tijd - meestal een eufemisme voor chatboxen en/of porno/seks.
- Naast de publiek toegankelijke VTN-diensten bestonden er ook besloten netwerken waarbij de gebruiker moest inloggen (en dus een abonnement hebben) voordat hij het keuzescherm kreeg waarin de gebruiker de gewenste dienst kon kiezen. Voorbeelden waren TravelNet (reisbranche) en RDWNet (APK-afmeldingen enz.)

De aanbieder van een dienst op het publieke (open) VTN net of een van de besloten netwerken kon kiezen om de gebruikers voor toegang te laten inloggen, maar dat moest hij binnen zijn eigen omgeving regelen, terwijl bij Viditel authenticatie en autorisatie centraal geregeld werd zodra de verbinding tot stand was gebracht. VTN-diensten die eigen authenticatie vereisten waren vooral te vinden achter de gratis- en de lagetariefnummers.
Toen de belangstelling voor de diensten van VTN afnam door de opkomst van internet gebruikte KPN de mensen en organisatie van VTN om ook die markt te betreden via World Access en later ook Planet Internet en Het Net.
Naast videotex waren er in de jaren 80 en 90 ook veel bulletin board systems (BBS) actief. Deze hadden 80 karakters per regel maar waren beperkt tot de ASCII-tekenset. Pas met de komst van de personal computer werden kleuren toegevoegd (de zogenaamde ANSI-BBS systemen).

## Initiatiefnemers
- Wim Dewijngaert (België)